# Breuvanne
Breuvanne is een plaatsje in de Belgische streek de Gaume in de Provincie Luxemburg in de gemeente Tintigny.
De plaats ligt aan de Semois en op de N801 richting Neufchâteau.
Deelgemeenten: Bellefontaine · Rossignol · Saint-Vincent · Tintigny

Overige dorpen: Ansart · Breuvanne · Han · Lahage · Poncelle

Belgische gemeenten · Arrondissement Virton · Luxemburg · Wallonië